# 저주파
저주파(Audio frequency) 또는 가청주파수(audible frequency, AF)는 보통 사람이 들을 수 있는 대역 가청범위에 속하는 주파이다. 이 주파수의 SI 단위는 헤르츠(Hz)이다.
인간에게 일반적으로 수용되는 가청 범위는 20에서 20,000 Hz 사이이다. 대기압의 공기에서 이는 파장이 17미터(56피트)에서 1.7센티미터(0.67인치)인 음파를 나타낸다. 진동의 진폭이 충분히 크다고 가정하면 일반적으로 20Hz 미만의 주파수는 들리지 않고 느껴진다. 20kHz 이상의 사운드 주파수를 초음파라고 한다.
소리는 공기나 기타 물질에서 압력과 변위의 기계적 진동파로 전파된다. 일반적으로 소리의 주파수 성분은 소리의 "색상", 즉 음색을 결정한다. 소리의 주파수(단수)에 대해 말할 때, 소리의 높이를 가장 많이 결정하는 속성을 의미한다. 피치가 높을수록 주파수가 높고, 피치가 낮을수록 주파수가 낮다.
귀로 들을 수 있는 주파수는 특정 주파수 범위로 제한된다. 인간이 들을 수 있는 주파수 범위는 일반적으로 약 20Hz에서 20,000Hz(20kHz) 사이로 제공되지만, 높은 주파수 한계는 일반적으로 나이가 들면서 감소한다. 다른 종은 청각 범위가 다르다. 예를 들어 일부 개 품종은 최대 60,000Hz의 진동을 감지할 수 있다.
공기와 같은 많은 매체에서 소리의 속도는 주파수와 거의 무관하므로 음파의 파장(반복 간격)은 주파수에 대략 반비례한다.

## 같이 보기
- 스피커